# 卡內維爾 (伊利諾伊州)
卡內維爾（英語：Kaneville）是位於美國伊利諾伊州凱恩縣的一個村落。

## 地理
卡內維爾的座標為41°50′07″N 88°31′19″W / 41.83528°N 88.52194°W，而該地最高點為海拔高度241米（即791英尺）。

## 人口
根據2010年美國人口普查的數據，卡內維爾的面積為0.81平方千米，當中陸地面積為0.81平方千米，而水域面積為0.00平方千米。當地共有人口484人，而人口密度為每平方千米597人。